# 冰路

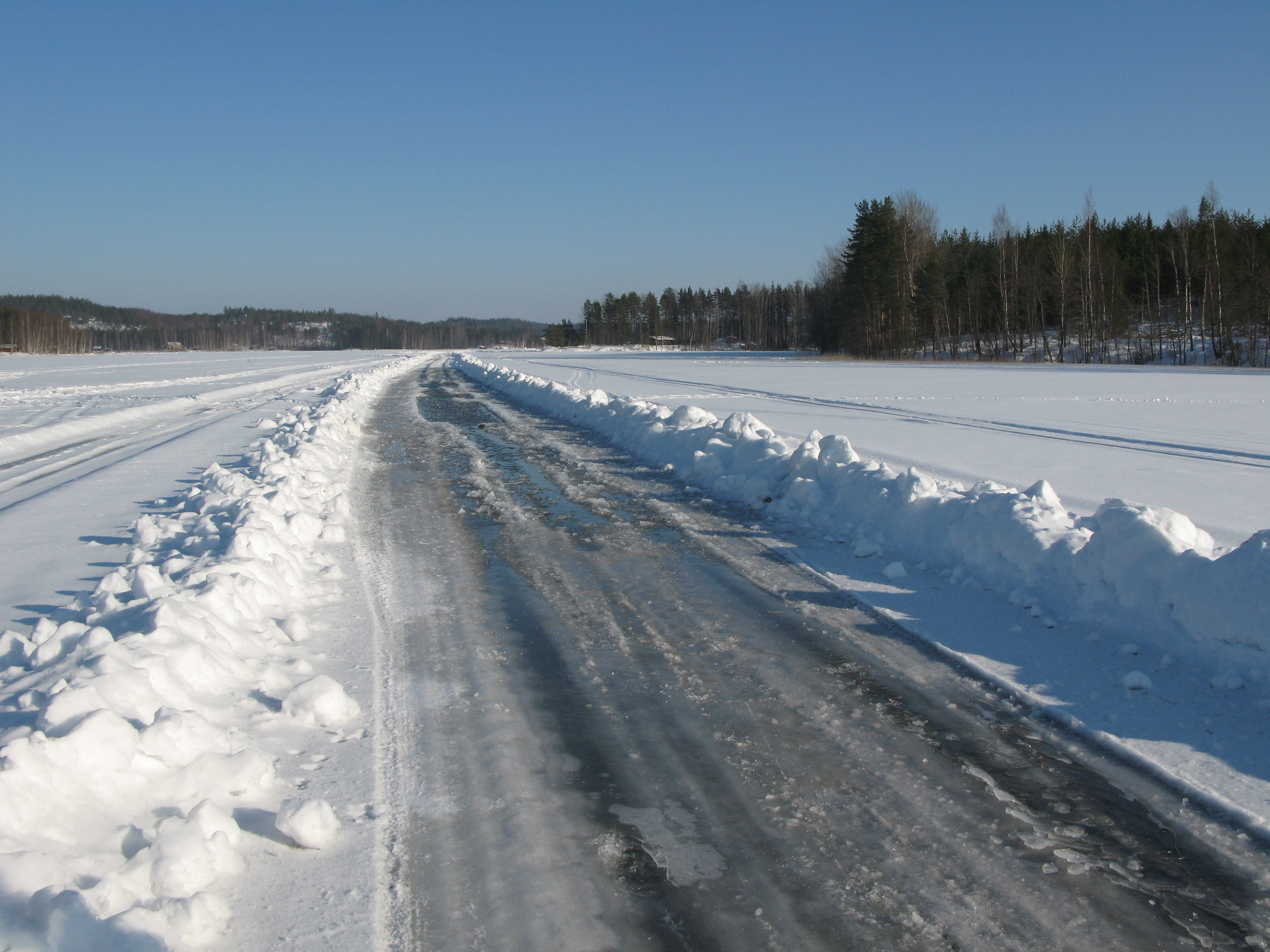
芬兰塞马湖上的冰路

冰路是一种只存在于冬季的道路，形成于寒冷地区的自然冻结的水面上（如河流、湖泊或大片海洋）。冰路使得人们可以在特定的时间段通过陆路抵达一些没有联通任何长久可用道路的地区。它们降低了运输成本，因为若非如此货物必须通过昂贵的空运运输，且运送大件货物将极其困难。
冰路常是夏季的渡轮服务的冬季替代品。但渡轮服务和冰路也有时会每年同时运营数周。
冰路存在于世界各地的寒冷区域，如南极、加拿大、中俄边境、爱沙尼亚、芬兰和瑞典。

## 功能

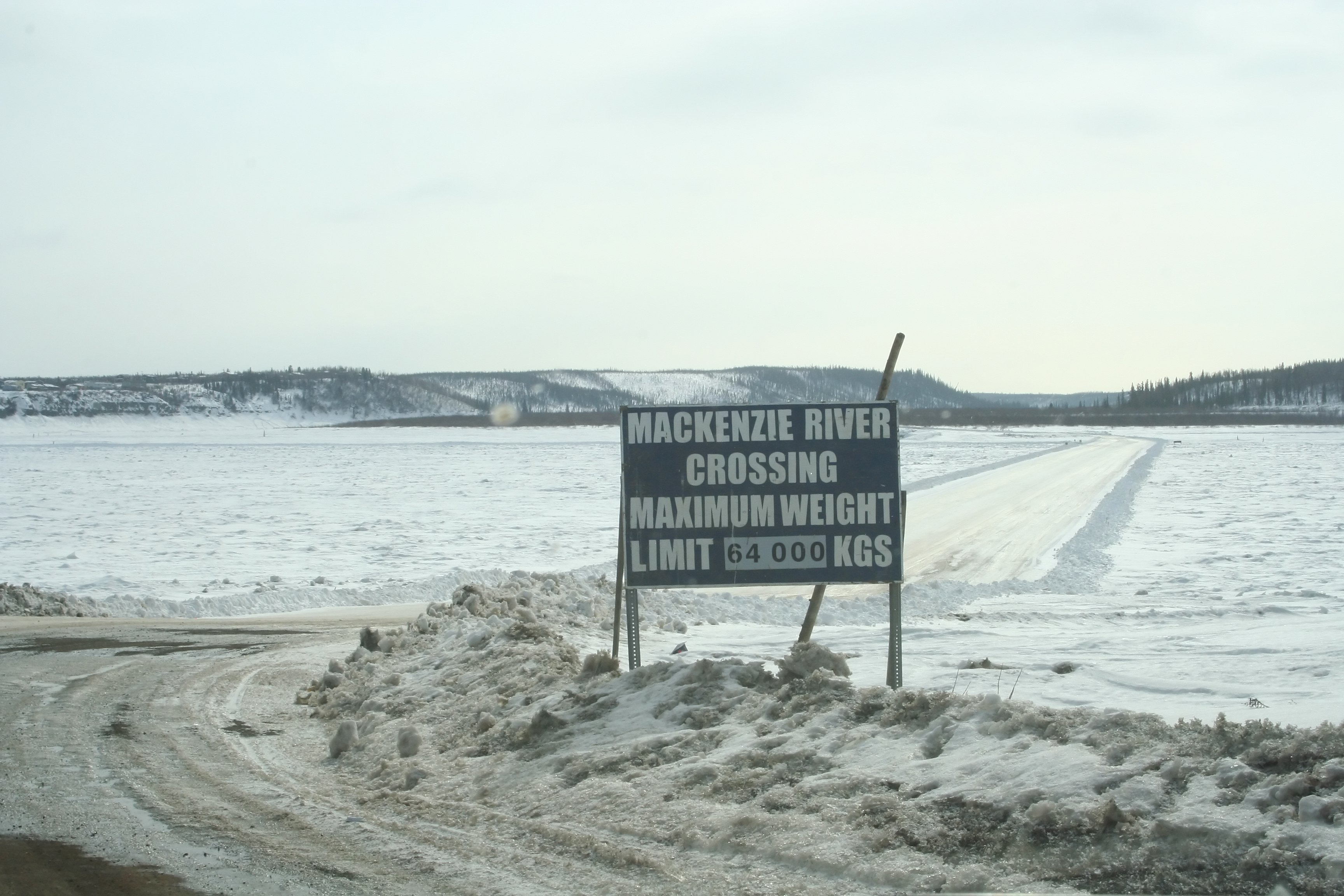
横跨马更些河的冰路，位于加拿大西北地区

冰路提供平坦、光滑的行驶道路，没有树木、岩石和其他障碍物，也可以连接湖泊的陆路段，例如加拿大西北地区图克托亚图克和因纽维克之间的前图克托亚图克冬季公路 ，提供了近乎平坦的行驶路面，一年中有几个月几乎不需要绕道。与冰路类似，冰跑道在极地地区很常见，包括南极洲的威尔金斯跑道等蓝冰跑道或北极的多丽丝湖机场等湖上冰跑道。冰面也可以用作飞机紧急着陆的着陆点。

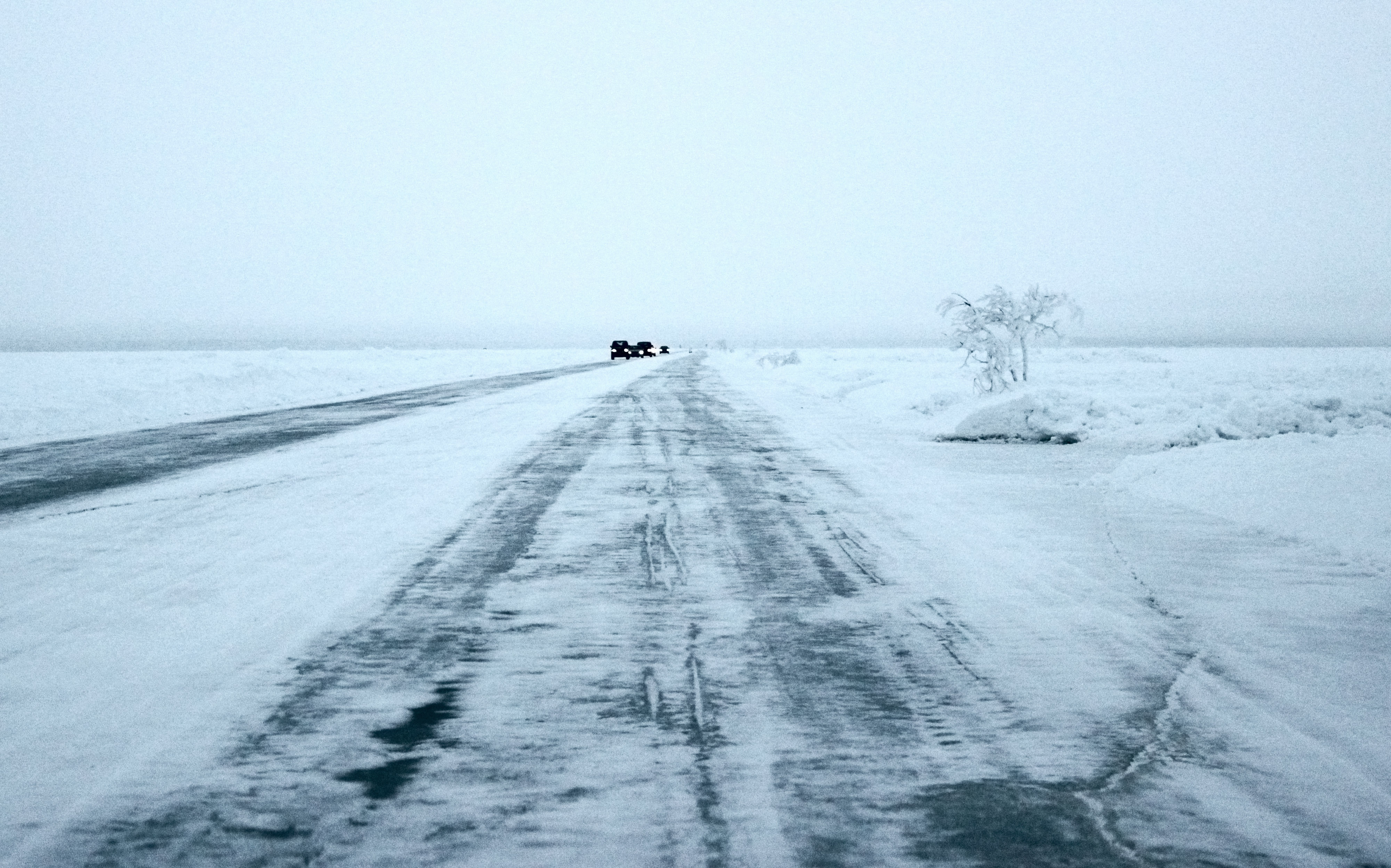
冬季海卢奥托与芬兰大陆之间的冰路

通常在夏季人们使用渡轮，不过在春季和秋季期间，冰的量往往不足以支撑冰路，而对于轮渡来说冰的量又太大以至于会影响航行。